# 崔妮蒂·羅德曼
崔妮蒂·瑞恩·莫耶-羅德曼（英語：Trinity Rain Moyer-Rodman，2002年5月20日—）是美國職業女子足球運動員，司職前鋒，現效力國家女子足球聯賽球隊華盛頓精神和美國國家女子足球隊。
2021年，正值18歲的羅德曼參加NWSL大學選秀被華盛頓精神選中，她刷新了選秀大會史上最年輕中選球員的紀錄，並在效力華盛頓精神的首個賽季即幫助隊伍奪得隊史首座聯賽冠軍，個人也獲得2021年NWSL年度最佳新秀以及入選年度最佳陣容。2021年底，羅德曼獲得美國足協頒發的年度最佳女子青年球員。2022年2月，她和華盛頓精神再簽下4年合約，將其年薪提高至28.1萬美元，成為國家女子足球聯賽當時薪資最高的球員。

## 早期生活
崔妮蒂·羅德曼出生並成長於加利福尼亞州橘郡的沿海城市新港灘。其父親是前NBA球員丹尼斯·羅德曼，母親是羅德曼的第三任妻子蜜雪兒·莫耶（Michelle Moyer）。崔妮蒂是家中最小的孩子，除了哥哥小丹尼斯·羅德曼以外還有兩個繼姐，分別是父親和首任妻子的女兒亞莉西絲·凱瑟琳·羅德曼（Alexis Caitlyn Rodman），以及母親和前夫的女兒提雅娜·利馬（Teyana Lima）。崔妮蒂在父母離異後便跟著母親、哥哥和繼姐提雅娜四人相依為命過生活。
崔妮蒂的哥哥小丹尼斯·羅德曼和父親同為職業籃球員，現效力南加州大學特洛伊人隊，他和的長子是隊友。不過，崔妮蒂並沒有跟隨父親和哥哥的腳步踏上籃球生涯，她從4歲開始踢足球，而她的母親和繼姐提雅娜是支持她成為足球員的最大推手，她們在崔妮蒂年幼時便鼓勵她追逐夢想，將來能夠成為職業足球員。
羅德曼在10歲時首次加入位於橘郡的一支青年俱樂部——南加州藍調足球俱樂部（Southern California Blues Soccer Club），她曾隨隊伍參加菁英俱樂部全國聯賽（ECNL）並獲得4次聯賽冠軍，更幫助隊伍保持長達5年不敗的紀錄。除此之外，羅德曼在高中時期也曾加入足球校隊，她在高一時為海洋之冠高中足球隊效力一年，之後隨哥哥一起轉學到聖胡安卡皮斯特拉諾的私立朱塞拉天主教中學。

## 俱樂部生涯
羅德曼原本打算就讀加州大學洛杉磯分校並為UCLA棕熊隊效力，不過最終她選擇了哥哥就讀的學校華盛頓州立大學並在2020年起效力華盛頓州立大學美洲獅女子足球隊。然而，羅德曼就讀大學一年級時受到影響，以致於她從未真正參加過任何一場美洲獅隊的比賽，而這也就是促成她踏入職業足球生涯的轉捩點。

### 華盛頓精神

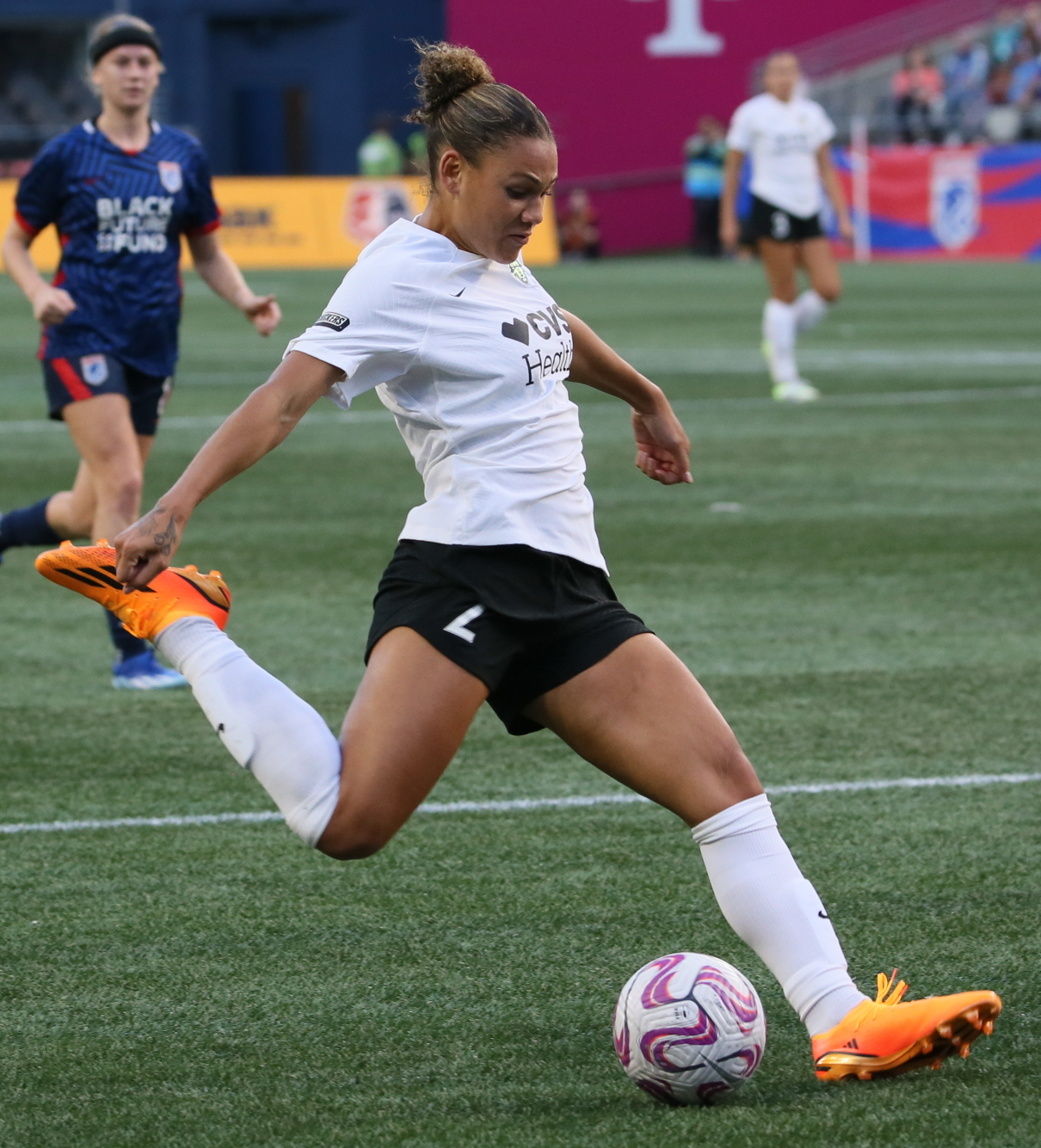
2023年的羅德曼。

2021年1月，羅德曼參加國家女子足球聯賽大學選秀，並在該屆選秀大會以首輪第二順位之姿中選華盛頓特區的代表球隊華盛頓精神，當時年僅18歲又8個月的她成為選秀大會史上最年輕的中選球員。
同年4月10日，羅德曼代表華盛頓精神參加2021年國家女子足球聯賽挑戰盃，並在對陣北卡羅萊納勇氣的分區賽中替補橫山久美登場，她在替補上場約5分鐘後便為華盛頓精神打入一球，創下聯賽史上最年輕進球球員的紀錄，也完成了她的職業生涯首秀。後來的3場分區賽羅德曼均以先發球員登場，2021年4月15日，她在對陣路易維爾競技的比賽中助攻隊友艾許莉·桑切斯進球，幫助華盛頓精神在該賽事奪下首勝，華盛頓精神最終以分區第四名止步挑戰盃。
2021年，羅德曼在加入華盛頓精神的首個賽季交出7顆進球和7次助攻的成績，她是該賽季助攻次數最高的球員，幫助隊伍在例行賽末排行第三名並順利晉級季後賽。同年11月，羅德曼在對陣OL君主（現稱西雅圖君主）的準決賽中打入一球，幫助華盛頓精神扳回比分並晉級決賽；她在對陣芝加哥紅星的決賽上助攻凱莉·歐哈拉打入關鍵致勝球，讓華盛頓精神收下隊史第一座國家女子足球聯賽冠軍。當時19歲的羅德曼成為NWSL季後賽有史以來最年輕的助攻球員。2021年11月17日，羅德曼憑藉在2021年賽季的亮眼表現獲得NWSL年度最佳新秀，並和隊友艾許莉·哈奇入選該賽季的年度最佳陣容。
2022年2月2日，羅德曼和華盛頓精神續約至2024年賽季，這份價值110萬美元的合約將提高羅德曼的年薪至28.1萬美元，她的薪資甚至高於國家隊隊友亞歷克斯·摩根和梅根·拉皮諾。同年8月13日，羅德曼入圍《法國足球》舉辦的女子金球奖，20歲的她是該屆女子金球獎最年輕的入圍者。她也獲提名2022年年度卓越運動獎的最佳突破運動員，其他入圍者包括自由式滑雪運動員谷愛凌、NBA球員賈·莫蘭特和NFL球員喬納森·泰勒。
2023年5月6日，羅德曼在主場對陣聖地牙哥波浪的例行賽交出一進球一助攻的成績，聖地牙哥波浪總教練凱西·斯托尼在賽後採訪表示：「如果美國有機會帶羅德曼參加世界盃，那麼他們很幸運能夠擁有她」。6月3日，羅德曼在對陣路易維爾競技的比賽中，僅在開賽第3分鐘便打入一球，華盛頓精神總教練馬克·帕森斯讚賞羅德曼展現其出色的綜合能力，並表示：「她在21歲就能夠完成這樣的表現，相當驚人」。同年11月，羅德曼在該賽季與隊友艾許莉·哈奇一同入選年度次佳陣容。

## 國家隊生涯

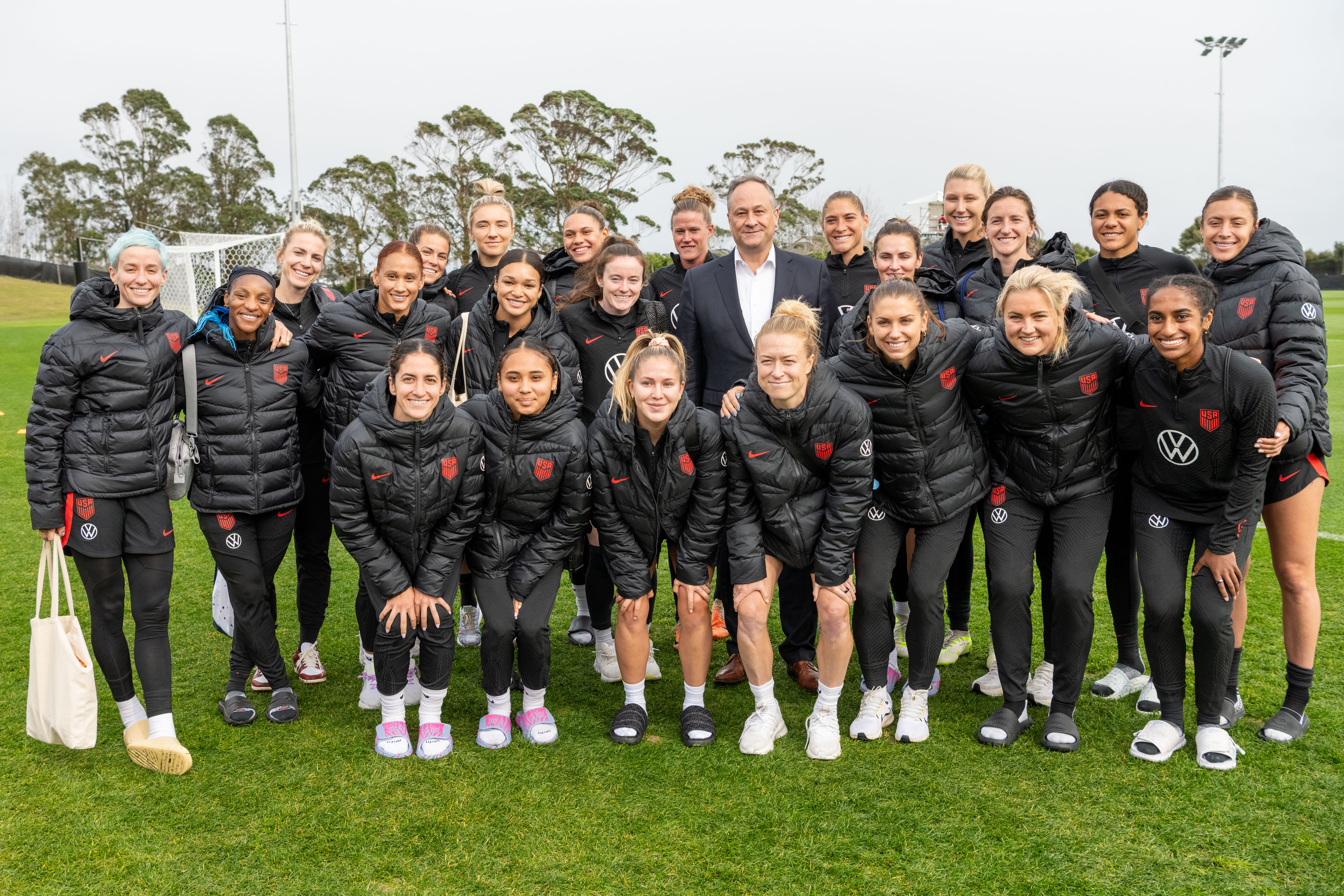
2023年7月，羅德曼（後排左四）與美國女足和第39任美國第二先生任德龍合照。

### 青年國家隊
羅德曼曾為美國U-17和U-20國家女子足球隊效力。2018年，她代表美國參加國際足協U-17女子世界盃，累計出場165分鐘並完成一次助攻。2020年，羅德曼參加中北美洲及加勒比海女子U-20足球錦標賽並在3場比賽中打入9球；其中，她在2月26日對陣宏都拉斯的分組賽獨中五元，該場比賽美國以11比0大勝宏都拉斯；3月6日，她在對陣多明尼加的準決賽中梅開二度，最後在3月8日對陣墨西哥的決賽和隊友各完成一次梅開二度幫助美國以4比0擊敗墨西哥，奪下第6次錦標賽冠軍。2021年，羅德曼獲得美國足協年度最佳女子青年球員。

### 成年國家隊
2022年1月，羅德曼首次被成年國家隊徵召並參加2022年她相信盃邀請賽。2月17日，她在加州尊嚴健康體育公園對陣捷克的比賽中完成國家隊首秀。4月12日，羅德曼在對陣烏茲別克的友誼賽中打入首顆國際賽事進球。2022年6月，羅德曼被徵召參加2022年中北美洲及加勒比海女子足球錦標賽，7月7日，她在對陣牙買加的分組賽中打入一球，幫助美國以5比0得勝。
2023年6月，羅德曼被國家隊徵召參加2023年國際足協女子世界盃。7月9日，她在世界盃前對陣威爾斯的友誼賽梅開二度，幫助美國以2比0擊敗威爾斯，羅德曼不僅獲得賽事最佳球員，更創下隊史上最年輕在單場比賽中完成梅開二度的紀錄，時任美國女足總教練弗拉特科·安多諾夫斯基稱讚她在該場比賽的第二顆進球是世界波進球。7月22日，羅德曼在對陣越南的分組賽先發登場，這是她首次參加的世界盃賽事，美國在該場比賽以3比0擊敗越南。
2024年2月，美國臨時總教練特維拉·基爾戈爾徵召羅德曼等23名球員參加2024年美洲女子金盃，羅德曼完成6次先發登場，並在3月3日對陣哥倫比亞的半準決賽中助攻隊友潔登·蕭進球，幫助美國奪下首座美洲女子金盃冠軍。
美國新任總教練艾瑪·海耶斯於2024年6月26日徵召羅德曼等22名球員參加2024年夏季奧林匹克運動會女子足球比賽。羅德曼和索菲亞·史密斯、瑪洛麗·史瓦森這三位前鋒組合在開賽前就受到不少人的矚目，並且看好她們能在奧運殿堂打出良好成績。7月25日，羅德曼在奧運首戰對陣尚比亞的小組賽中為美國打入第一球，幫助隊伍以3比1取得勝利；7月31日，她在對陣澳大利亞的第三輪小組賽再度打破比賽僵局，為美國攻進一球並確保隊伍以3場小組賽勝利進入淘汰賽階段；8月3日，美國在半準決賽遇上日本，雙方在正規時間內遲遲未能進球，直到延長賽上半場最後一刻，羅德曼帶球從禁區右側閃避防守球員後順利起腳射門，幫助美國打入致勝一球以晉級準決賽。最終，美國在對陣巴西的決賽憑著史瓦森唯一的進球取勝，成功奪下隊史第5面奧運金牌。

## 個人生活
羅德曼在2022年與阿迪達斯合作出版一本兒童讀物《Wake Up and Kick It》，內容提及她的自身經歷，羅德曼希望可以鼓勵和她一樣夢想成為運動員的孩子們能夠勇敢追夢。
羅德曼曾與美國女足隊友羅絲·拉韋爾、亞歷克斯·摩根和索菲亞·史密斯登上《運動畫刊》2023年6月號的雜誌封面。
2023年7月，羅德曼開始與籃球員克里斯·庫澤姆卡（Chris Kuzemka）交往，而這段戀情不到一年便告終。
2024年5月，羅德曼在社群平台宣布與美式足球員崔尼提·班森交往。據悉班森與羅德曼在2024年12月後便沒有在社群平台上互動，羅德曼後來也刪除了與班森有關的貼文。
2025年3月18日，美國網球運動員本·謝爾頓在社群平台發布一張他與羅德曼的合照，首次公開兩人的戀情。

## 生涯數據

### 俱樂部統計
最後更新：2024年11月23日。
| 球隊       | 賽季     | 聯賽     | 聯賽 | 聯賽 | 聯賽盃 | 聯賽盃 | 季後賽 | 季後賽 | 洲際賽事 | 洲際賽事 | 其他 | 其他 | 總計 | 總計 |
| 球隊       | 賽季     | 分級     | 出場 | 進球 | 出場   | 進球   | 出場   | 進球   | 出場     | 進球     | 出場 | 進球 | 出場 | 進球 |
| ---------- | -------- | -------- | ---- | ---- | ------ | ------ | ------ | ------ | -------- | -------- | ---- | ---- | ---- | ---- |
| 華盛頓精神 | 2021     | NWSL     | 25   | 7    | 4      | 1      | 3      | 1      | —        | —        | —    | —    | 32   | 9    |
| 華盛頓精神 | 2022     | NWSL     | 18   | 4    | 8      | 4      | —      | —      | —        | —        | —    | —    | 26   | 8    |
| 華盛頓精神 | 2023     | NWSL     | 19   | 5    | 0      | 0      | —      | —      | —        | —        | —    | —    | 19   | 5    |
| 華盛頓精神 | 2024     | NWSL     | 23   | 8    | —      | —      | 3      | 0      | —        | —        | —    | —    | 26   | 8    |
| 生涯總計   | 生涯總計 | 生涯總計 | 85   | 24   | 12     | 5      | 6      | 1      | 0        | 0        | 0    | 0    | 103  | 30   |

1. ↑  指一位球員在單場比賽中進了5球。
2. ↑  包括國家女子足球聯賽挑戰盃（英语：NWSL Challenge Cup）
3. ↑  包括國家女子足球聯賽季後賽
4. ↑  包括中北美洲及加勒比海女子冠軍盃
5. ↑  包括國家女子足球聯賽秋季系列賽（英语：2020 NWSL Fall Series）

### 國家隊統計
最後更新：2025年4月5日
| 國家隊 | 年份 | 出場數 | 進球數 | 助攻數 |
| ------ | ---- | ------ | ------ | ------ |
| 美國   | 2022 | 10     | 2      | 0      |
| 美國   | 2023 | 18     | 5      | 5      |
| 美國   | 2024 | 18     | 3      | 4      |
| 美國   | 2025 | 1      | 1      | 0      |
| 總計   | 總計 | 47     | 11     | 9      |

### 國家隊進球
比分左側皆為美國隊進球數，「進球比分」表示羅德曼進球時的比分。
| #  | 日期          | 比賽場館                  | 出場次數 | 對手   | 進球比分 | 終場比分 | 賽事名稱                               | Ref.   |
| -- | ------------- | ------------------------- | -------- | ------ | -------- | -------- | -------------------------------------- | ------ |
| 1  | 2022年4月12日 | 美國切斯特速霸陸公園      | 3        |        | 7–0      | 9–0      | 友誼賽                                 | [ 75 ] |
| 2  | 2022年7月7日  | 墨西哥瓜達盧佩BBVA體育場  | 5        | 牙买加 | 5–0      | 5–0      | 2022年中北美洲及加勒比海女子足球錦標賽 | [ 76 ] |
| 3  | 2023年7月9日  | 美國聖荷西PayPal公園      | 18       |        | 1–0      | 2–0      | 友誼賽                                 | [ 77 ] |
| 4  | 2023年7月9日  | 美國聖荷西PayPal公園      | 18       | 2–0    |          | 2–0      | 友誼賽                                 | [ 77 ] |
| 5  | 2023年9月21日 | 美國辛辛那提TQL體育場     | 23       | 南非   | 2–0      | 3–0      | 友誼賽                                 | [ 78 ] |
| 6  | 2023年9月24日 | 美國芝加哥軍人球場        | 24       | 南非   | 1–0      | 2–0      | 友誼賽                                 | [ 79 ] |
| 7  | 2023年12月2日 | 美國羅德岱堡DRV PNK體育場 | 27       | 中國   | 3–0      | 3–0      | 友誼賽                                 | [ 80 ] |
| 8  | 2024年7月25日 | 法國尼斯尼斯體育場        | 41       | 尚比亞 | 1–0      | 3–0      | 2024年巴黎奧運女子足球比賽             | [ 61 ] |
| 9  | 2024年7月31日 | 法國馬賽馬賽體育場        | 43       |        | 1–0      | 2–1      | 2024年巴黎奧運女子足球比賽             | [ 62 ] |
| 10 | 2024年8月3日  | 法國巴黎王子公園體育場    | 44       | 日本   | 1–0      | 1–0      | 2024年巴黎奧運女子足球比賽             | [ 63 ] |
| 11 | 2025年4月5日  | 美國英格爾伍德SoFi體育場  | 47       | 巴西   | 1–0      | 2–0      | 友誼賽                                 | [ 81 ] |

## 獎項及榮譽
華盛頓精神
- 國家女子足球聯賽季後賽冠軍：2021[82]

美國U20
- 中北美洲及加勒比海女子U-20足球錦標賽冠軍：2020[83]

美國
- 夏季奧運女子足球比賽金牌：2024[64]
- 中北美洲及加勒比海女子足球錦標賽冠軍：2022[84]
- 美洲女子金盃冠軍：2024[85]
- 她相信盃（英语：SheBelieves Cup）冠軍：2022[86]、2023[87]、2024（英语：2024 SheBelieves Cup）[88]

個人
- 美國最佳女子青年足球員：2021[44]
- NWSL年度最佳新秀（英语：NWSL awards）：2021[32]
- NWSL年度最佳陣容（英语：NWSL awards）：2021[33]
- NWSL年度次佳陣容（英语：NWSL awards）：2023[89]

## 外部連結
- 崔妮蒂·羅德曼的X（前Twitter）
- 崔妮蒂·羅德曼的Instagram帳戶
- Soccerway資料庫：崔妮蒂·羅德曼
- 崔妮蒂·羅德曼在國家女子足球聯賽
- 崔妮蒂·羅德曼在美國足球協會
- 崔妮蒂·羅德曼 （页面存档备份，存于）在華盛頓精神
- 崔妮蒂·羅德曼在華盛頓州美洲獅（英语：Washington State Cougars women's soccer）